# GP Mario De Clercq 2014
De 10e editie van de GP Mario De Clercq in Ronse werd gehouden op 12 oktober 2014. De wedstrijd maakte deel uit van de Bpost bank trofee 2014-2015. De Belg Sven Nys wist, net als in 2013, de koers te winnen. Het was de eerste veldrit van Zdeněk Štybar sinds hij in februari wereldkampioen werd.

## Mannen elite

### Uitslag
| Plaats  | Naam                 | Ploeg                         | Tijd     |
| ------- | -------------------- | ----------------------------- | -------- |
| Winnaar | Sven Nys             | Crelan-AA Drink               | 1u00'58" |
| 2       | Mathieu van der Poel | BKCP-Powerplus                | + 50"    |
| 3       | Klaas Vantornout     | Sunweb-Napoleon Games         | + 54"    |
| 4       | Kevin Pauwels        | Sunweb-Napoleon Games         | + 1'04"  |
| 5       | Lars van der Haar    | Giant-Shimano DT              | z.t.     |
| 6       | Tom Meeusen          | Telenet-Fidea                 | + 1'40"  |
| 7       | Wout van Aert        | Vastgoedservice-Golden Palace | + 1'49"  |
| 8       | Zdeněk Štybar        | Omega Pharma-Quick-Step       | + 1'59"  |
| 9       | Thijs van Amerongen  | Telenet-Fidea                 | + 2'01"  |
| 10      | Joeri Adams          | Vastgoedservice-Golden Palace | + 2'21"  |
| 11      | 0                    |                               |          |
| 12      | 0                    |                               |          |
| 13      | 0                    |                               |          |
| 14      | 0                    |                               |          |
| 15      | 0                    |                               |          |

| Pos. | Punten |
| ---- | ------ |
| 1    | 80     |
| 2    | 60     |
| 3    | 40     |
| 4    | 30     |
| 5    | 25     |
| 6    | 20     |
| 7    | 17     |
| 8    | 15     |
| 9    | 12     |
| 10   | 10     |
| 11   | 8      |
| 12   | 5      |
| 13   | 4      |
| 14   | 2      |
| 15   | 1      |

2000 · 
2001 · 
2002 · 
2003 ·
2004 · 
2010 · 
2011 · 
2012 · 
2013 · 
2014 · 
2015 ·
2016 ·
2017 ·
2018 ·
2019
 GP Mario De Clercq · 
 Koppenbergcross · 
 Flandriencross · 
 GP van Hasselt · 
 GP Rouwmoer · 
 Azencross · 
 GP Sven Nys · 
 Krawatencross